# Blumenstein
Blumenstein là một đô thị ở huyện Thun ở bang Bern ở Thụy Sĩ. Đô thị này có diện tích 15,52 km², dân số năm 2005 là 1170 người.